# Cocathédrale Sainte-Lucie de Durrës
La cocathédrale Sainte-Lucie (en albanais : Kon-katedralja e Shën Luçisë) est une cocathédrale dédiée à sainte Lucie, située dans la ville de Durrës, deuxième plus grande ville d'Albanie.

## Histoire

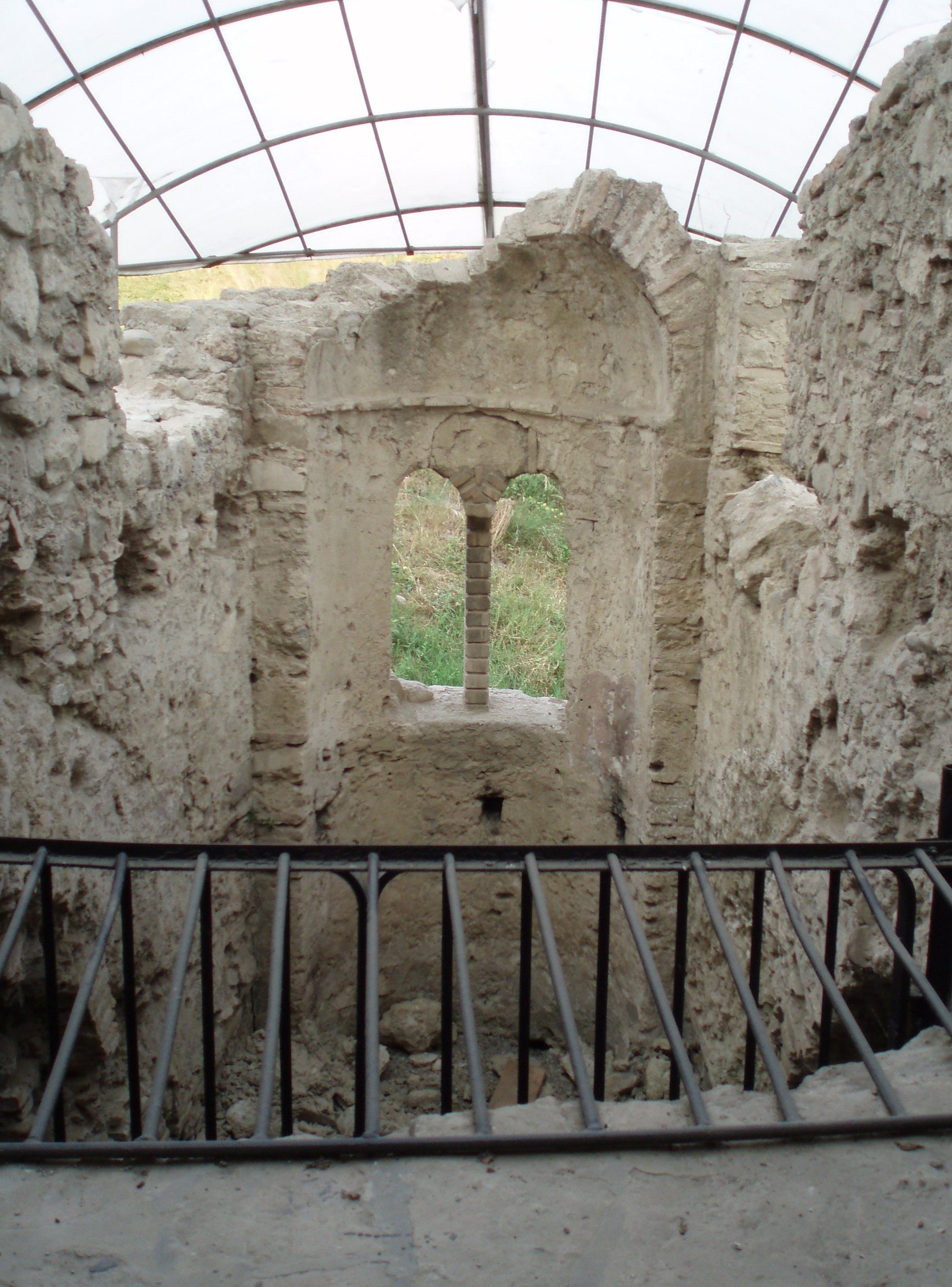
La basilique paléochrétienne

Le diocèse de Durrës est considérée comme l'un des plus anciens sièges épiscopaux, fondé par l'apôtre Paul lors de son voyage en Illyrie,, et ensuite visité par son disciple Tite. Les premiers évêques sont saint Césaire de Durrës et saint Astius. Les excavations de l'amphithéâtre romain ont mis au jour une grande basilique paléochrétienne construite sur l'amphithéâtre au IIIe siècle, probalement la première cathédrale.

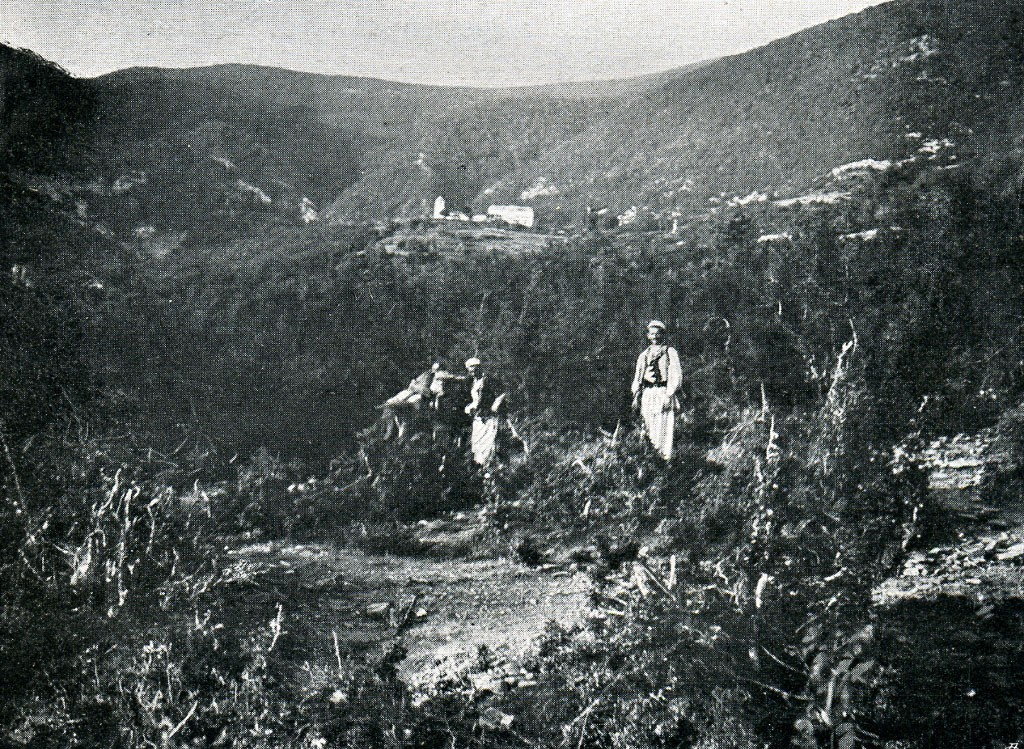
Delbnisht en 1912.

Après la conquête de Durrës par les Ottomans en 1501, l'archevêque latin n'est plus autorisé à résider à Durrës et les églises furent détruites. La résidence épiscopale est alors établie dans montagnes de Kurbin. Ce n'est qu'en 1850 que le gouvernement de l'empire ottoman autorise à nouveau un archevêque à entrer dans la ville, mais celui-ci continue à résider à Delbnisht, un village proche de Laç, l'église Saint-Théodore servant de cathédrale.
Jusqu’au milieu du XIXe siècle, le gouvernement ottoman ne permet pas la construction d'une église dans la ville. Les quelque 100 chrétiens catholiques et les quelque 200 chrétiens orthodoxes de Durrës partagent une église située en dehors de la ville, également dédié à sainte Lucie de Syracuse.
L'année 1868, retenue pour la fin de la construction de la cathédrale Sainte-Lucie, est gravée sur le portail. Engelbert Deusch écrit qu'en 1904: « Hormis l'église épiscopale de Durazzo, il n'y avait pas d'église paroissiale ». Dans les années 1888-1890 et 1895, des contributions du gouvernement de l'Empire Austro-Hongrois, protecteur traditionnel des catholiques des Balkans, à la restauration de la cathédrale sont documentées.

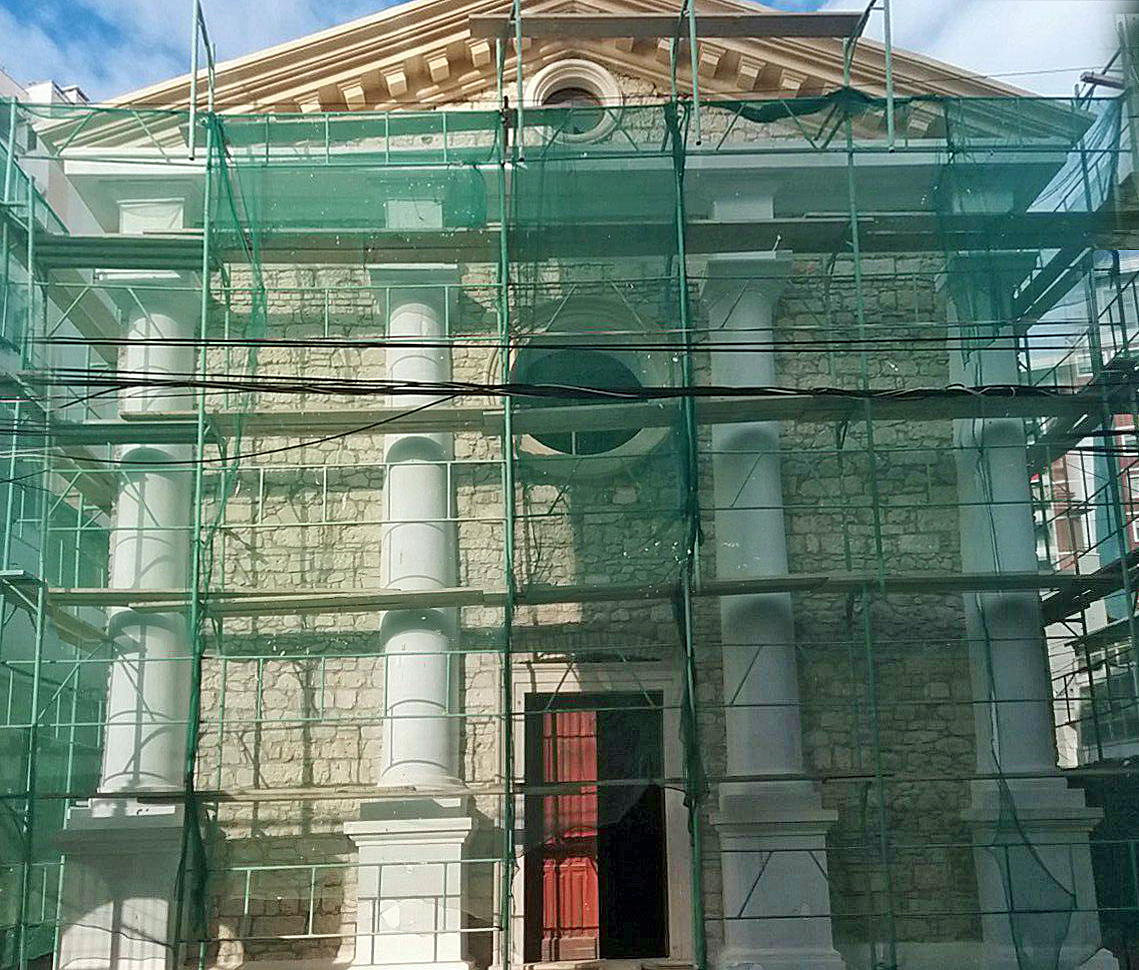
La cathédrale en travaux en 2017

Pendant la période communiste en Albanie, le dernier évêque de Durrës, Vinçenc Prennushi, est emprisonné en 1947 et meurt en prison en 1949, après quoi il est inhumé dans la cathédrale Sainte-Lucie. L'athéïsme d'Etat déclaré en 1967 par le régime hoxhaïste engendre l'interdiction de toute pratique religieuse et la transformation de la cathédrale en théâtre de marionnette, ainsi que la destruction du clocher,.
La cathédrale est à nouveau utilisée comme lieu de culte depuis 1991 et en 1993, le bâtiment redevient l'église cathédrale du diocèse. Le 25 janvier 2001, le Pape Jean-Paul II transfère le siège archiépiscopal de l'église Sainte-Lucie de Durrës à la cathédrale Saint-Paul de Tirana, mais l'église conserve son statut, devenant cocathédrale. Des travaux de restauration du bâtiment gravement endommagé commencent en septembre 2013, financés en partie par la diaspora albanaise de l'état de New-York. La cocathédrale restaurée est inaugurée en 2018 et placée la même année sous protection par l'autorité régionale des monuments culturels.